# Paternalisme
 (janvier 2016).
Si vous disposez d'ouvrages ou d'articles de référence ou si vous connaissez des sites web de qualité traitant du thème abordé ici, merci de compléter l'article en donnant les références utiles à sa vérifiabilité et en les liant à la section « Notes et références ».
Utilisé tant en morale qu'en économie et en politique, le terme paternalisme a deux significations :
- il désigne d'abord une attitude adoptée par certaines personnes consistant à limiter la liberté d'une ou plusieurs autres personnes, majeures ou non, dans l'intention affichée d'agir pour leur bien, comme le ferait un père avec ses enfants, de façon spontanée ou tactique et dans le but (avoué ou non) d'exercer sur eux une autorité, du moins une certaine influence, donc à maintenir sur eux un rapport de dépendance, ceci tout en conférant à celui-ci une tonalité affective, à l'image de ce que l'on observe dans les relations familiales (l'image du père étant traditionnellement accolée à celle du « chef de famille »). Cette attitude est infantilisante à l'égard de ceux qu'elle vise, elle ne vise pas à promouvoir l'autonomie de l'être humain, mais, plutôt à créer des cercles de dépendance euphémisées.
- il renvoie également à une conception des rapports sociaux, réfléchie, voire théorisée, applicable dans le monde du travail, selon laquelle les rapports entre dirigeants (qualifiés de « patrons ») et ouvriers doivent être régis selon les règles de la vie familiale. Au XIXe siècle en France, Frédéric Le Play en est un des principaux initiateurs.

Dans les deux cas, le terme peut être connoté péjorativement par certains ou positivement par d'autres, associé à l'image du passé (conservateur, réactionnaire, autoritaire, phallocrate…).

## Paternalisme industriel

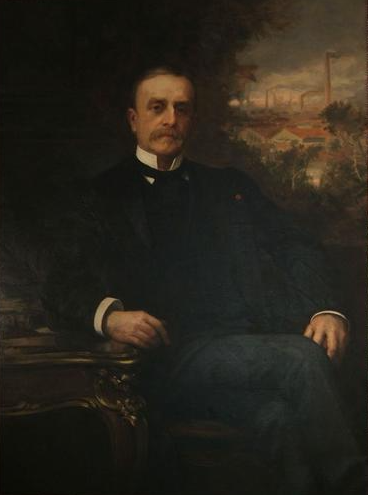
Henri Schneider, l'un des fondateurs du paternalisme industriel

Jusqu'au XIXe siècle, la stratégie du bâton prévalait dans les manufactures et fabriques. La violence a toutefois ses limites puisque si elle peut forcer à l’obéissance, elle ne parvient pas nécessairement pour autant à la faire accepter. Elle ne suffira donc pas pour «moraliser» la classe ouvrière, encore marginale, jusqu'au milieu du XXe siècle, la France étant majoritairement composée de petits patrons, en particulier exploitations rurales familiales, artisans et commerçants. Les valeurs à inculquer à la classe ouvrière sont souvent perçues par elle comme capitalistes dans les pays occidentaux et sont vues comme visant à légitimer le rapport salarial, et donc à présenter comme normale l'obéissance de la classe ouvrière. Le rôle du paternalisme est de répondre aux problèmes rencontrés en prenant en charge l’ouvrier.
Le paternalisme est une notion protéiforme et a ainsi donné lieu à plusieurs définitions. De manière classique, il est admis que le patron doive vivre sur le lieu de production, entretenir des relations de type familial avec ses employés contraints d'adhérer à ce système de manière volontaire, au moins en apparence. Le paternalisme ainsi est un système d'organisation du travail ayant pour vocation de régir les relations patron-employé dans leur totalité. Par ailleurs, ces relations ne se limitent pas au simple temps de travail puisqu'elles touchent idéalement l'intégralité de la vie ouvrière. Le patron assume l’autorité et les devoirs d’un père à l’égard de ses « enfants salariés » qui sont alors dans l'obligation de respecter les règles décidées unilatéralement par l'employeur. Il est responsable de leur bien-être en contrepartie de quoi ils lui doivent respect et obéissance. En règle générale, il est admis que le paternalisme est un mode d'organisation qui suppose un contrôle le plus large possible de la main-d’œuvre par une gestion patronale autoritaire.
Plusieurs entreprises, comme celle des Schneider au Creusot au XIXe siècle et XXe siècle, ont développé un management paternaliste, qui, bien souvent, pouvait apporter aux ouvriers un certain nombre d'avantages sociaux que la société ne pouvait pas encore leur fournir de manière généralisée, comme l'éducation, le logement, les soins médicaux. Il faut remarquer aussi que l'invention des allocations familiales en France est d'origine patronale et est généralement attribuée à Émile Romanet pendant la période de la Première Guerre mondiale. L'idée d'un tel dispositif est pourtant antérieure puisque dès la fin du XIXe déjà, l'abbé Lémire l'évoque devant la Chambre des députés où il parle d'allocations de famille.
L'idée qui prévalait alors,- pour certains patrons éclairés, chrétiens ou libéraux, était l'idée de prendre soins de « leurs » ouvriers afin qu'ils soient satisfaits, voire fiers, de leur entreprise, consciencieux au travail et fidèles à l'employeur qui situait souvent son action économique dans un modèle d'emploi à vie pour ses ouvriers. Les cas de Michelin à Clermont-Ferrand, Peugeot à Sochaux et IBM à Sindelfingen sont à cet égard des exemples. Il est implicitement censé que les employés ont besoin d'être encadrés, orientés, moralisés afin de pouvoir accéder s'ils en acquièrent les qualités au statut des classes moyennes, voire dirigeantes par le recrutement interne. C'est le cas des Compagnons du Minorange chez Bouygues.
Le paternalisme pouvait également s'inscrire en dehors de l'entreprise, mais toujours à vocation moralisatrice et pour la paix sociale. L'apparition des jardins ouvriers, théorisée en France par l'abbé Lemire, visait ouvertement à occuper les ouvriers en dehors de leurs heures de travail pour les éloigner de l'alcool et du socialisme et renforcer les liens familiaux. L'apport alimentaire, principal attrait pour les ouvriers, n'était pas mentionné par l'abbé.
Une manière de procéder prisée aux États-Unis est de décerner des distinctions aux travailleurs jugés méritants (par exemple Employé du mois chez McDonald's ou d'organiser des concours, par exemple d'ordre et de propreté domestique.[réf. nécessaire]
Le patronat a en particulier mis sur pied des œuvres ouvrières destinées à contrôler les ouvriers, et les encadrer et à tenter de les emmener progressivement à un mode et à une hygiène de vie salvateurs, en entrant donc dans un système de production. Le musée Cognacq-Jay, au dernier étage de La Samaritaine, exposait la carrière de son fondateur et les activités sociales du couple (colonies de vacances, en particulier).
À la fin du XIXe siècle, pour les libéraux en Belgique, l'enseignement et la culture sont les principaux moyens de l'amélioration de la situation sociale. Les catholiques répondent par d'importants efforts en faveur de la « bonne presse ». et le choix de « bons » visant à donner plutôt des exemples souhaitables qu'asociaux. Le code des publications destinées à la jeunesse fut très strict à cet égard aux États-Unis, en France et en Belgique jusqu'au début des années 1960.

### Objectifs
Avec la révolution industrielle de la fin des années 1830, le besoin en main-d’œuvre augmente considérablement. À ses débuts les usines recrutent des paysans qu'il faut stabiliser, loger, nourrir, éduquer et soigner. Le paternalisme est également une réponse à la concurrence féroce que se livrent les grandes industries pour attirer les ouvriers, en offrant certains avantages (logement, mutuelle, etc.). Le turn-over est récurrent au XIXe siècle et coïncide avec la mise en place du paternalisme. En France, le turn-over dépasse souvent le dixième de l’effectif quotidien d’une entreprise, ce qui pose de graves problèmes de gestion : les ingénieurs ne peuvent établir de prévisions sérieuses de leurs activités.
Cette prise de conscience s’est faite à travers trois rapports : ceux des préfets des départements les plus industrialisés, celui que l’armée a envoyé en 1840 et à travers le rapport de Villermé. Finalement, l’objectif du paternalisme est de légitimer le rapport salarial. La stratégie du bâton et l’arsenal juridique ayant apporté des résultats mitigés, les patrons ont dû changer de méthodes.[réf. nécessaire]

### Modes opératoires
Les comportements dysfonctionnels sont réprimés par un système de sanctions négatives ou d’entraves aux libertés individuelles. Les règlements sont stricts, les devoirs et obligations sont multiples pour les travailleurs. Les règlements étaient en fait une suite d’interdictions en tous genres. La répression n’est qu’une facette du contrôle des ouvriers et une méthode relativement peu efficace. Elle crée des tensions et entraîne le rejet des travailleurs du travail en usine et du capitalisme. De plus, sa mise en œuvre coûte cher. Le paternalisme abandonne donc le bâton au profit de la carotte : les politiques paternalistes consistent à privilégier les sanctions positives en récompensant les conduites valorisées par les employeurs plutôt que la punition. L’investissement dans les politiques paternalistes permet de réaliser des économies sur les coûts de recrutement, de diminuer le turn-over et l’absentéisme et enfin de diminuer le nombre des conflits.
L’efficacité du paternalisme est un avantage incontestable pour les ouvriers. Pour attirer la main-d’œuvre, l’emploi industriel doit être désirable : l’entreprise se devait donc de se différencier de ses concurrents en offrant « quelque chose en plus ». Fixer la main-d’œuvre est nécessaire. Pour cela, le départ de l’ouvrier lui était rendu coûteux par l’offre d’avantages suffisants pour que le coût d’opportunité de son départ soit dissuasif.
L’entreprise paternaliste pénètre tous les aspects de la vie privée de ses ouvriers : logement, consommation, éducation, protection sociale, loisir… Le contrôle est total. Le travailleur dépend de l’entreprise dans tous les domaines de sa vie quotidienne. Jœuf, où se trouve la plus grosse usine de la compagnie Wendel, donne une idée du contrôle d’une entreprise sur la vie sociale : « Tout dans cette localité appartient à la société. Non seulement l’entreprise et l’usine, mais aussi les maisons, la salle des fêtes, l’hôpital, la coopérative. La gare ne pourrait s’agrandir que sur les terrains d’alentour appartenant à la Compagnie. L’église a été construite sur un terrain appartenant à la Compagnie. De nombreuses routes desservant la commune sont des voies privées appartenant à la Compagnie. Le commissaire de police loge dans une maison appartenant à Wendel. Le maire est un employé de l’usine. »
Le paternalisme industriel visait un contrôle total ; il complétait hors de l’usine la discipline industrielle. Selon Perrot, le paternalisme suppose le soutien des employés à ce mode de gestion : « il ne peut y avoir de paternalisme sans consentement. »
La relation entre le patron et le travailleur est telle une relation père/fils. Le patron se donne comme père à travers l’existence d’une autorité de père dont le seul souci est le « bien commun ». Il est également mère par son souci de bien-être matériel et moral qui le conduit à mettre à la disposition des ouvriers logements, écoles, lieux de loisir…
Goff analyse le paternalisme comme « le silence et la parole » ; il permettrait :
- d’intégrer la vie hors usine du travailleur dans un espace privé, identifié à l’entrepreneur et placé sous son contrôle,
- de trouver le moyen de faire consentir les ouvriers à l’autorité du patron,
- d’introduire un rapport de type affectif entre patron et travailleur : « à quoi bon des règles précises puisque l’on s’aime ? ». Les rapports entre direction et ouvriers s’individualisent.

Plus la privation d’un avantage représente une gêne et plus il est efficace comme instrument de contrôle. Loger les salariés les pousse à rester dans la compagnie sans quoi ils perdent leur toit. Ainsi, les casernes, cités ouvrières ou minières en France, « company towns » américaines, appartenant au capitaliste, lui permettaient de prolonger son contrôle sur la vie ouvrière hors de l’enceinte des fabriques.
Par une politique de faibles loyers, les capitalistes rendent efficace la politique de moralisation et de disciplination. Ainsi, les ouvriers se conduisent mieux et sont plus présents. L’employé doit alors se soumettre aux normes sans quoi il perd logement et jardin bon marché.
Cette politique de logement s’implante dans toutes les régions industrielles (ex : textile mulhousien, région lyonnaise : 38 établissements et 65 000 ouvriers).
L’entreprise incitait aussi ses ouvriers à accéder à la propriété, en développant « la passion de la propriété ». L’épargne est encouragée, pour faire face à « l’imprévoyance » et à « l’inconduite ».
La ville-usine est la base du développement d’une foule d’institutions qui encadraient tous les comportements de la vie quotidienne des ouvriers. L’ensemble de la reproduction de la force de travail est prise en charge par le patronat : logement, consommation ouvrière (économats, coopératives, boulangeries, lavoirs, restaurants, avec un système de crédit qui se déduit du salaire), loisirs (équipements, sportifs, musique…), formation (générales ou professionnelles, écoles ménagères, cours du soir…), vie spirituelle (un lieu de culte est édifié)… Ces avantages constituent le salaire indirect.
Le problème de la main-d’œuvre est partiellement réglé par le fait que l’ensemble des membres de la famille étaient mis au travail, ce qui facilite en outre la transmission héréditaire du métier. La famille est le lieu de transmission de divers savoir-faire et d’une culture qui imprègne les enfants dès le plus jeune âge.

## Exemples d'entreprises ayant pratiqué le paternalisme auxXIXeetXXesiècles

### France
- l'industrie textile :
  - Saint Frères à Flixecourt (Somme),
  - Toiles de Mayenne à Fontaine-Daniel (Mayenne)
  - manufacture de Villeneuvette (Hérault)
- l'industrie minière :
  - La compagnie des mines de la Grand-Combe
  - La Compagnie des mines de houilles de Blanzy, dirigée par la famille Chagot.
  - L'entreprise émaux de Briare créée par Jean-Félix Bapterosses
  - la Compagnie des mines, fonderies et forges d'Alais, dirigée par Denis Benoist d'Azy
- La manufacture Leroy à Saint-Fargeau-Ponthierry (Seine-et-Marne), fondée en 1842 par Isidore Leroy
- la Société métallurgique de Normandie, fondée en 1917 par August Thyssen dans le Calvados près de Caen
- L'entreprise Menier
- L'entreprise Michelin
- L'entreprise Schneider et Cie, fondée en 1836 par Adolphe et Eugène I Schneider, puis dirigé par Henri Schneider, Eugène II Schneider et Charles Schneider.

- Le Familistère de Guise, créé par Jean-Baptiste André Godin. Il n'est pas à proprement parler un exemple d'entreprise paternaliste mais une expérience de coopération pour associer le capital et le travail.

### Belgique
- L'entreprise Solvay, créée par Ernest Solvay
- La Société des Charbonnages du Bois-du-Luc à Bois-du-Luc

### États-Unis
- S.D. Warren Company [11].

### Allemagne
- L'entreprise Krupp à Essen